# 索爾格河
索爾格河（法語：Sorgues，法語發音：[sɔʁg]）是法國的河流，位於該國南部，屬於卡马雷斯杜尔杜河的右支流，河道全長46.4公里，流域面積279平方公里，平均流量每秒4.38立方米，發源自科尔尼斯，河口處在瓦布尔拉拜。

## 外部連結
- http://www.geoportail.fr （页面存档备份，存于）
- Sandre数据库中的索爾格河 （页面存档备份，存于）